# Schloss Bazouges

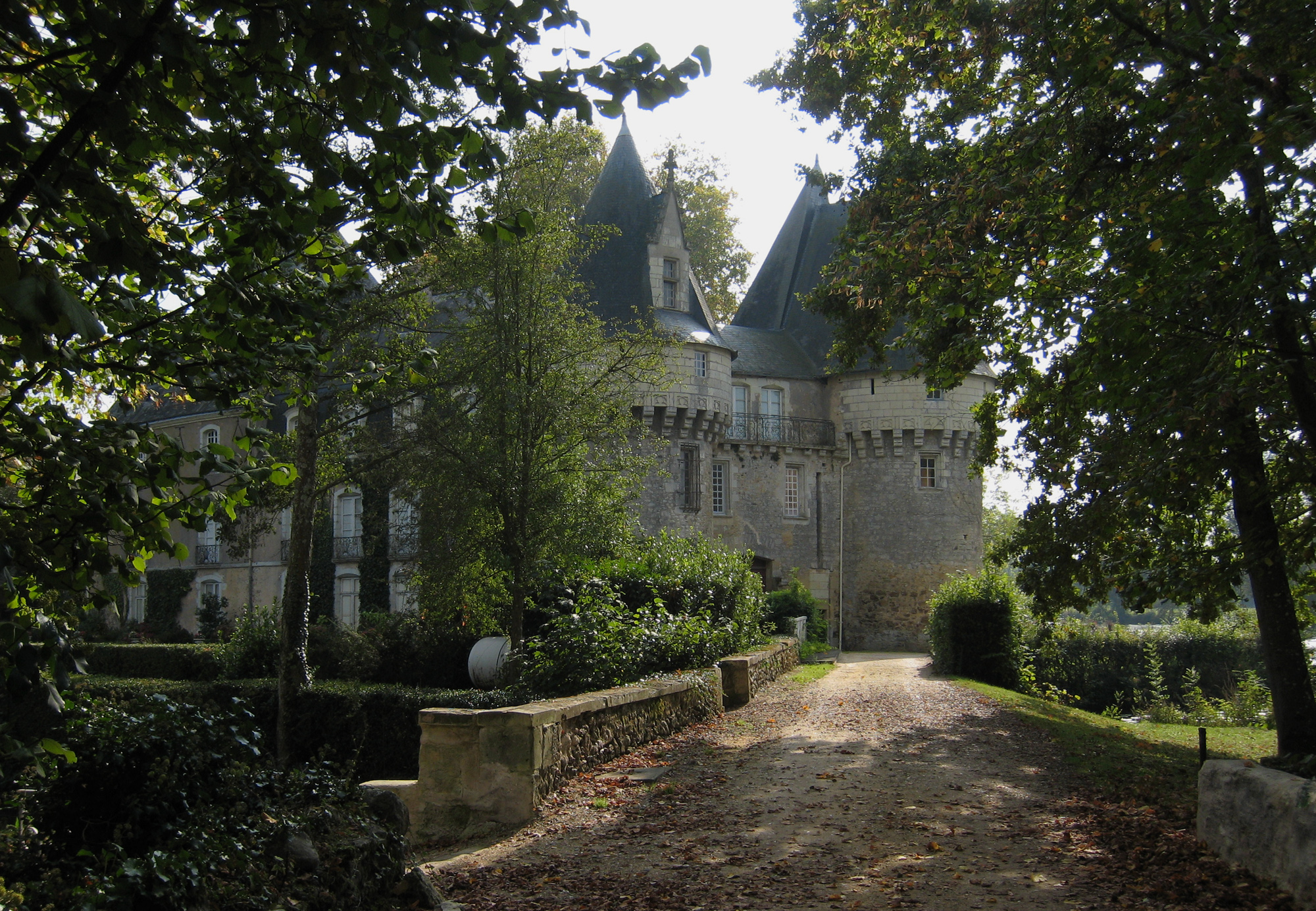
Zufahrt zum Schloss

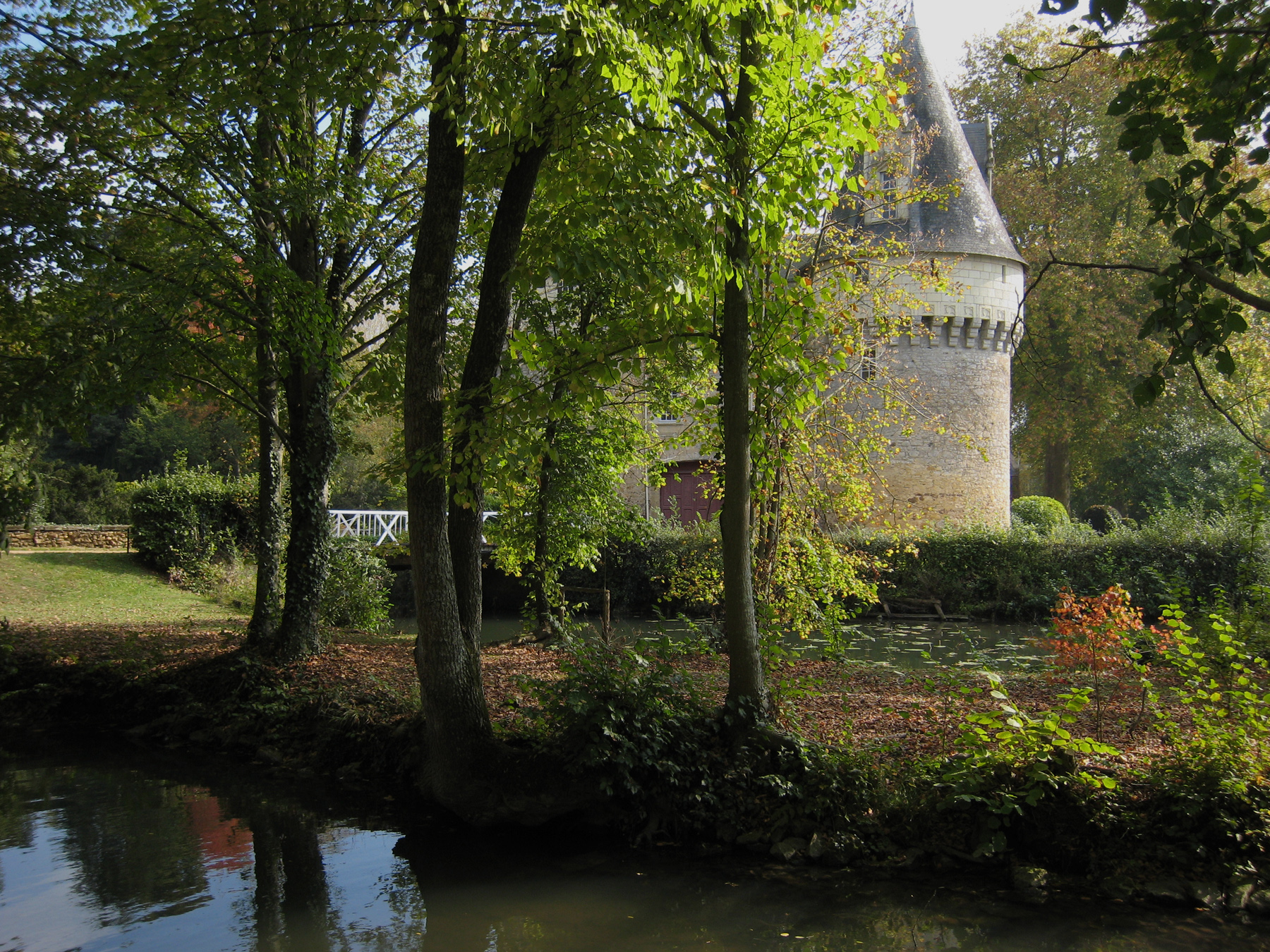
Seitenansicht

Schloss Bazouges liegt direkt am Ufer des Loir in der Stadt Bazouges-sur-le-Loir im Département Sarthe in der französischen Region Pays de la Loire (historischen Provinz von Anjou).
Das Schloss Bazouges wurde im 15. und 16. Jahrhundert für Baudoin de Champagne, Kammerherr René I von Anjou, Ludwigs XII. und Franz’ I., errichtet. Zwei Türme im Stil der Frührenaissance, mit Pechnasen und Kegeldächern, flankieren das Torhaus. In einem der beiden befindet sich eine Kapelle aus dem 15. Jahrhundert mit einem Anjou-Gewölbe.
Mit der Zeit wurden mehrere Wohngebäude angefügt. Eine der beiden Wachstuben weist einen Kamin auf. Es gibt Salons aus dem 18. Jahrhundert.
Die Nähe zum Fluss, die Parkanlage mit ihren Zypressen und Eiben sowie die am Ende gelegene herrschaftliche Mühle prägen das Anwesen. Die Transmissionsmechanik und das hölzerne Wasserrad der Mühle sind Beispiele für die Technik der damaligen Zeit.